# Ust'-Bol'šereckij rajon
L'Ust'-Bol'šereckij rajon è un rajon (distretto) del Territorio della Kamčatka, nella Russia estremo orientale. Il capoluogo è la cittadina di Ust'-Bol'šereck.